# Austin Majors
Austin Majors (* 23. November 1995 in Kern County, Kalifornien; † 11. Februar 2023 in Los Angeles, Kalifornien), geboren als Austin Setmajer-Raglin, war ein US-amerikanischer Schauspieler.

## Leben
Majors wuchs in Kern County auf und besuchte dort bis 2013 die High School, die er als Zweitbester seiner Klasse (engl. Salutatorian) abschloss. Seine jüngere Schwester ist die Schauspielerin und Regisseurin Kali Majors-Raglin (* 1999).
In seiner Jugend war Majors Mitglied der Pfadfinder, war dort stellvertretender Junior Scout Master und erhielt mit 14 Jahren den Rang Eagle Scout.
Nach seiner Schulzeit besuchte er die School of Cinematic Arts der University of Southern California, an der er im Hauptfach Film- und Fernsehproduktion und im Nebenfach Musikindustrie belegte. Er war Mitglied der Bruderschaft Alpha Tau Omega.
Majors unterstützte verschiedene Wohltätigkeitsorganisationen, darunter seit 2005 Kids with a Cause, das Ronald McDonald Haus und das Jonathan Jaques Childrens Cancer Center in Long Beach.
Majors verstarb im Februar 2023 im Alter von 27 Jahren in einer Obdachlosenunterkunft in Los Angeles. Es wurde bereits kurz nach Majors Tod vermutet, dass eine Überdosis des Wirkstoffs Fentanyl eine mögliche Todesursache sei, diese wurde allerdings erst am 8. August 2023 durch das zuständige rechtsmedizinische Institut, den Los Angeles County Medical Examiner, als Haupttodesursache bestätigt; sein Tod wurde als Unfall eingestuft.

## Karriere
Majors begann seine Karriere 1997, im Alter von nur zwei Jahren, im Film Nevada.
Seinen Durchbruch hatte der Kinderdarsteller an der Seite von Dennis Franz als Theo Sipowicz, Seriensohn des Polizisten Andy Sipowicz, in der Fernsehserie New York Cops – NYPD Blue. Es folgten Rollen in diversen Filmen, Fernsehfilmen und Fernsehserien; er war auch in über 45 Werbespots zu sehen.
Seinen letzten Auftritt vor der Kamera hatte er 2009 in einer Folge der Fernsehserie How I Met Your Mother.
Neben der Arbeit vor der Kamera war Majors auch ein nominierter Voiceover-Sprecher. So sprach er den jungen Jim im Film Der Schatzplanet, hatte eine Sprechrolle in Lucas, der Ameisenschreck, in den Fernsehserien Herkules und American Dad sowie in Richard Donners Director’s Cut von Superman II – Allein gegen alle, der 2006 als Superman II: The Richard Donner Cut veröffentlicht wurde.
Majors arbeitete auch als Kameramann, beispielsweise für den Kurzfilm Hero (2015), und in der Produktion des Films Girls’ Night In: Beauty, Brains, and Personality (2021).
Im deutschen Sprachraum wurde Austin Majors unter anderem von Aljosha Fritzsche und Moritz Günther synchronisiert.

## Auszeichnungen und Nominierungen
Majors erhielt 2002 den Young Artist Award für die „beste Leistung in einer Fernsehserie“ für seine Arbeit in NYPD Blue und war in den Jahren 2003 und 2004 in der gleichen Kategorie erneut nominiert. Seine Arbeit für Der Schatzplanet brachte ihm eine weitere Nominierung für die „beste Leistung in einer Voiceover-Rolle“ ein.

## Filmografie (Auswahl)

### Film
- 1997: Nevada
- 2000: The Price of Air
- 2002: Der Schatzplanet
- 2004: Bananas (Kurzfilm)
- 2004: Volare (Kurzfilm)
- 2005: Little Manhattan
- 2006: Bye Bye Benjamin (Kurzfilm)
- 2006: Lucas, der Ameisenschreck
- 2006: Superman II: The Richard Donner Cut
- 2007: Dead Silence (auch: Dead Silence – Ein Wort und du bist tot)
- 2007: Der Kindermörder (The Gray Man; auch: Wysteria: The Horrible Story of Albert Fish)
- 2007: Weihnachten mit Hindernissen (An Accidental Christmas; Fernsehfilm)
- 2008: Night Writer (Fernsehfilm)
- 2008: An American Affair (Sprechrolle)

### Fernsehen
- 1999–2004: New York Cops – NYPD Blue
- 2001: Providence
- 2005: Emergency Room – Die Notaufnahme
- 2005: Herkules
- 2006: Nemesis – Der Angriff
- 2006: Immer wieder Jim
- 2006: Navy CIS
- 2006: American Dad
- 2007: Desperate Housewives
- 2009: How I Met Your Mother